# Blepisanis tekensis
Blepisanis tekensis là một loài bọ cánh cứng trong họ Cerambycidae.